# Коваленко, Пётр Данилович
Пётр Данилович Коваленко (1918—1993) — старшина Рабоче-крестьянской Красной Армии, участник Великой Отечественной войны, Герой Советского Союза (1944).

## Биография
Родился 15 декабря 1918 года в селе Педашка Первая (ныне — Зачепиловский район Харьковской области Украины). После окончания семи классов школы работал в колхозе. 
В 1938 году был призван на службу в Рабоче-крестьянскую Красную Армию. Участвовал в боях на Халхин-Голе. В 1939 году был демобилизован. После окончания зоошколы работал зоотехником в родном селе. В сентябре 1941 года повторно был призван в армию. С июля 1942 года — на фронтах Великой Отечественной войны. К сентябрю 1943 года гвардии сержант Пётр Коваленко командовал отделением 90-й гвардейской отдельной роты связи 62-й гвардейской стрелковой дивизии 37-й армии Степного фронта. Отличился во время битвы за Днепр.
28 сентября 1943 года отделение Петра Коваленко одним из первых переправилось через Днепр в районе села Мишурин Рог Верхнеднепровского района Днепропетровской области Украинской ССР. Проложил кабель, установив связь между частями на плацдарме и командованием дивизии. Во время боёв он неоднократно устранял повреждения, обеспечивая бесперебойную связь.
Указом Президиума Верховного Совета СССР «О присвоении звания Героя Советского Союза офицерскому, сержантскому и рядовому составу Красной Армии» от 22 февраля 1944 года за «образцовое выполнение боевых заданий командования при форсировании реки Днепр, развитие боевых успехов на правом берегу реки и проявленные при этом отвагу и геройство» был удостоен высокого звания Героя Советского Союза с вручением ордена Ленина и медали «Золотая Звезда» за номером 2713.
В октябре 1945 года был демобилизован. Проживал сначала на родине, где работал зоотехником. В 1949 году переехал в Киев, где находился на партийных и хозяйственных должностях. Умер 16 июня 1993 года, похоронен на Берковецком кладбище Киева.
Был также награждён орденом Отечественной войны 1-й степени и рядом медалей.